# 棕果蝠
棕果蝠（Leschenault's rousette；学名：Rousettus leschenaulti），又叫印度果蝠，是一種原產東南亞的一種果蝠。

## 分佈
棕果蝠分佈範圍包括巴基斯坦、印度、斯里蘭卡、阿薩姆、華南、爪哇及越南 。

## 生活習性
有別於一般果蝠，棕果蝠主要住於山洞內，但亦會住於人工環境，例如引水道及礦洞之內。牠們會用回聲定位以分辨方向。牠們屬群居動物，數量由幾隻至幾千隻不等。
棕果蝠為食果性動物，食物包括果實和花粉，但外國文獻亦有捕食軟體動物的記錄。

## 過去量度
根據Lekagul及McNeely於1977年的量度顯示，棕果蝠前臂長度界乎75至85毫米之間，尾長10至18毫米，身長平均95到120毫米，而體重界乎45至106克之間。

## 保护
本种于2023年被收录入《有重要生态、科学、社会价值的陆生野生动物名录》。

## 資料來源
1. ↑  Bouillard, N., Cretan, S. & Waldien, D.L. . The IUCN Red List of Threatened Species. 2021, 2021: e.T19756A22001287  [19 November 2021].
2. 1 2  Lekagul, B., J. McNeely. 1977. Mammals of Thailand. Kurusapha Ladprao Press.
3. ↑  . 中华人民共和国中央人民政府. 2023-06-26  [2023-11-12]. （原始内容存档于2023-10-09）.

- 《香港陸上哺乳動物圖鑑》